# Myczków (gromada)
Myczków – dawna gromada, czyli najmniejsza jednostka podziału terytorialnego Polskiej Rzeczypospolitej Ludowej w latach 1954–1972.
Gromady, z gromadzkimi radami narodowymi (GRN) jako organami władzy najniższego stopnia na wsi, funkcjonowały od reformy reorganizującej administrację wiejską przeprowadzonej jesienią 1954 do momentu ich zniesienia z dniem 1 stycznia 1973, tym samym wypierając organizację gminną w latach 1954–1972.
Gromadę Myczków z siedzibą GRN w Myczkowie utworzono – jako jedną z 8759 gromad na obszarze Polski – w powiecie leskim w woj. rzeszowskim na mocy uchwały nr 25/54 WRN w Rzeszowie z dnia 5 października 1954. W skład jednostki weszły obszary dotychczasowych gromad Myczków, Polańczyk, Solina i Wola Matiaszowa ze zniesionej gminy Wołkowyja oraz obszar dotychczasowej gromady Berezka ze zniesionej gminy Hoczew w tymże powiecie. Dla gromady ustalono 10 członków gromadzkiej rady narodowej.
W 1971 roku gromada Myczków liczyła 1024 mieszkańców, zamieszkujących miejscowości: Berezka (303), Myczków (402), Polańczyk (184), Solina (0) i Wola Matiaszowa (135).
1 listopada 1972, w związku ze zniesieniem powiatu leskiego, gromada weszła w skład nowo utworzonego powiatu bieszczadzkiego w tymże województwie.
Gromada przetrwała do końca 1972 roku, czyli do kolejnej reformy gminnej.